# NGC 1429
NGC 1429 je jedan do danas nepotvrđeni objekt u zviježđu Eridanu. Sva promatranja poslije nisu na tom položaju uočila nikoji objekt.

## Vanjske poveznice
- SEDS: NGC 1429